# 결과주의

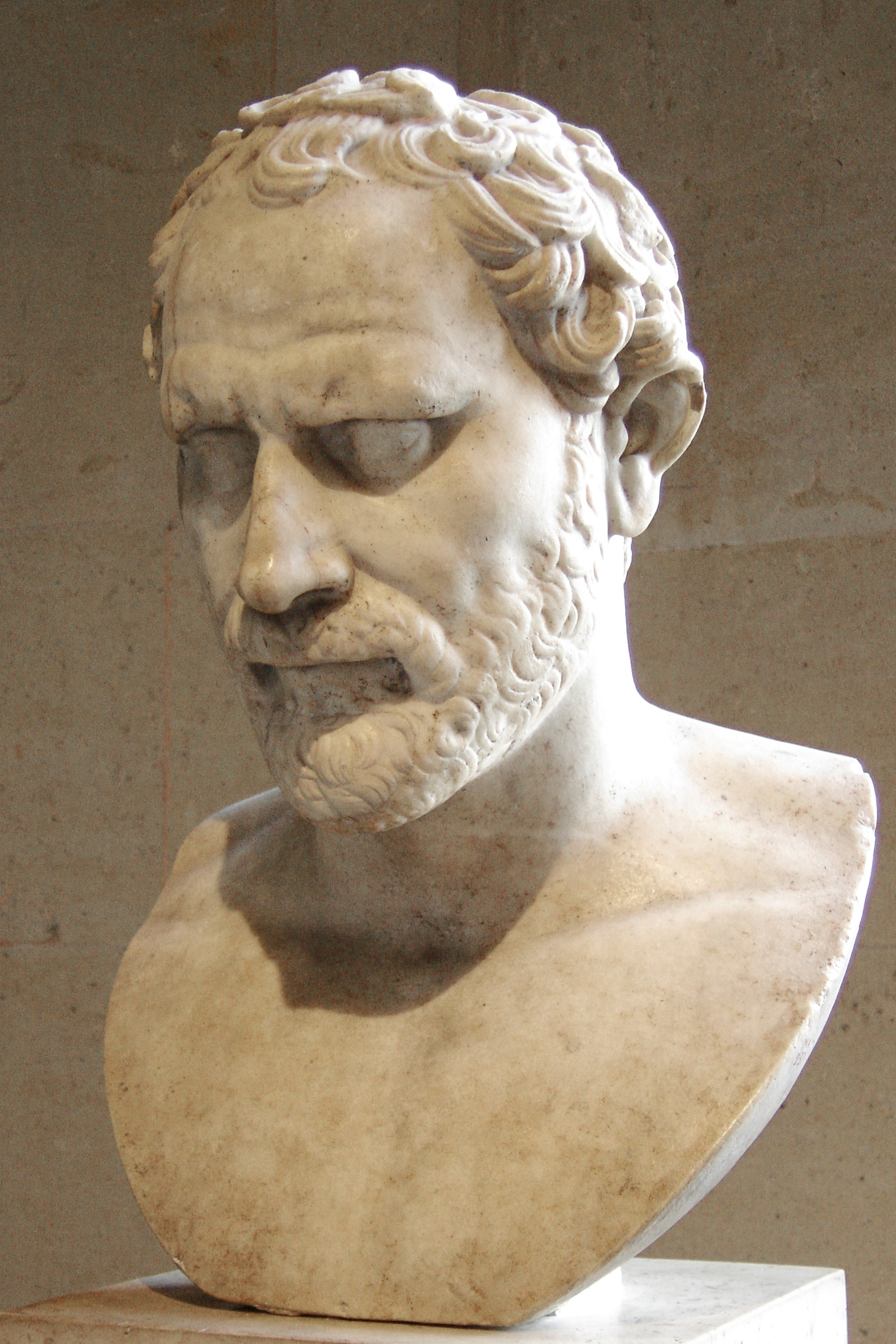
Every advantage in the past is judged in the light of the final issue. —Demosthenes

결과주의(結果主義, consequentialism)는 한 행동의 결과가 그 행동의 옳고 그름에 대한 판단의 궁극적인 기초라고 주장하는 규범적, 목적론적 윤리 이론이다. 따라서 결과주의적 관점에서 도덕적으로 옳은 행위(또는 행위를 하지 않는 행위)는 좋은 결과를 낳는 행위이다.
결과주의는 일반적으로 의무론적 윤리와 대조되는데, 의무론은 규칙과 도덕적 의무가 중심이며 행위의 결과보다는 행위 자체의 특성에서 행위의 옳고 그름을 도출한다. 그것은 또한 행위 자체의 성격이나 결과보다는 행위자의 성격에 초점을 맞추는 덕 윤리, 그리고 도덕을 과학처럼 취급하는 실용 윤리 등과도 대조된다.
일부는 결과주의 이론(예: 공리주의)과 의무론적 이론(예: 칸트 윤리)이 반드시 상호 배타적인 것은 아니라고 주장한다.

## 결과주의의 형태

### 공리주의
제러미 벤담은 사람들이 자신의 이익과 두려움에 이끌리지만 그들의 이익이 두려움보다 우선한다고 한다. 그들의 이익은 사람들이 그들의 이익과 관련될 수 있는 결과를 어떻게 보는지에 따라 수행된다. 이 설명에서 행복은 쾌락의 극대화 와 고통의 최소화로 정의된다.

### 규칙 결과주의
일반적으로 결과주의 이론은 행동에 초점을 맞춘다. 그러나 그럴 필요는 없다. 규칙 결과주의는 때때로 결과론을 의무론 또는 규칙 기반 윤리와 조화시키려는 시도로 간주되는 이론이다.

## 비판
G. E. M. 앤스콤은 행동의 도덕적 가치가 개인의 예측 능력에 전제되어 있다는 이유로 결과주의에 반대한다.
버나드 윌리엄스는 도덕적 행위자가 그들 자신과 자신의 프로젝트 및 약속 사이에 너무 많은 거리를 둘 것을 요구하기 때문에 결과주의는 인간을 소외시킨다고 주장했다. 그는 결과주의는 도덕적 행위자가 모든 행동에 대해 엄격하게 비인격적인 관점을 취할 것을 요구한다고 주장한다. 그는 이것이 도덕적 행위자에게 너무 많은 것을 요구한다고 주장한다.

## 저명한 결과주의자
- 로버트 메리휴 애덤스
- 제러미 벤담
- 존 듀이
- 밀턴 프리드먼
- 윌리엄 고드윈
- R. M. 헤어
- 존 하사니
- 프랜시스 허치슨
- 셸리 케이건
- 니콜로 마키아벨리
- 제임스 밀
- 존 스튜어트 밀
- G. E. 무어
- 묵자
- 필립 페팃
- 헨리 시즈윅
- 피터 싱어

## 같이 보기
- 효율적 이타주의
- 도구적 가치와 본래적 가치
- 차악
- 묵가
- 공리주의